# Ozero Dvorisjtje
Ozero Dvorisjtje (ryska: Озеро Дворище) är en korvsjö i Belarus.   Den ligger i voblasten Homels voblast, i den centrala delen av landet, 250 km sydost om huvudstaden Minsk. Ozero Dvorisjtje ligger 113 meter över havet.
I omgivningarna runt Ozero Dvorisjtje växer i huvudsak blandskog. Runt Ozero Dvorisjtje är det ganska tätbefolkat, med 75 invånare per kvadratkilometer.